# Гіймат-Роза
«Гіймат-Роза» — синагога в Запоріжжі. Відкрита 2012 року. Друга синагога, побудована в Україні за часів незалежності (після «Бейс Штерн Шульман» у Кривому Розі 2010 року).

## Спорудження й відкриття
Наріжний камінь синагоги заклали 26 грудня 2005 року, а урочисте відкриття відбулося 11 січня 2012 року. Споруджена за зразком Єрусалимського храму. За неофіційними даними, на її зведення витрачено понад 9 млн грн., які пожертвували бізнесмени-партнери Ігор (Ісраель) Дворецький.
Проект підготувала архітектурна майстерня Олексія Козолупа з Дніпра. Автор інтер'єрів — ізраїльський архітектор Аарон Острейхер, який спроектував понад 180 синагог по всьому світу і на той час курирував реконструкцією синагог в Україні. Облицювання будівлі виконане з єрусалимського каменю (одного з його різновидів, що видобувається в Криму). Приміщення синагоги розраховане на 450 місць: 250 чоловічих і 200 жіночих. Адреса: вул. Шкільна, 27.
На урочисте відкриття прибули рабин Запорізької області Нохум Ерентрой, рабин Дніпропетровської області Шмуель Камінецький, головний рабин України Моше Реувен Азман, головний рабин Ізраїлю Шломо Амар, один із спонсорів будівництва Артур Абдінов, Надзвичайний і Повноважний посол Ізраїлю в Україні Реувен Дін Ель, Надзвичайний і Повноважний посол Азербайджану в Україні Ейнулла Мадатлі, мер Запоріжжя Олександр Сін, колишній мер Євген Карташов, народний депутат Ян Табачник.